# Вільярехо-де-Орбіго
Вільярехо-де-Орбіго (ісп. Villarejo de Órbigo) — муніципалітет в Іспанії, у складі автономної спільноти Кастилія-і-Леон, у провінції Леон. Населення — 3244 особи (2010).
Муніципалітет розташований на відстані близько 290 км на північний захід від Мадрида, 32 км на південний захід від Леона.
На території муніципалітету розташовані такі населені пункти: (дані про населення за 2010 рік)
- Естебанес-де-ла-Кальсада: 290 осіб
- Вегельїна-де-Орбіго: 2088 осіб
- Вільярехо-де-Орбіго: 346 осіб
- Вільйорія-де-Орбіго: 520 осіб

## Демографія
Динаміка населення (INE ):

## Галерея зображень

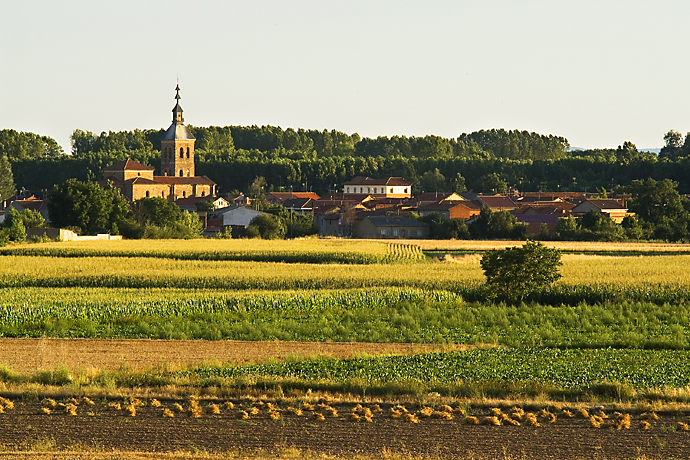
Панорама